# Автомаршал
Автомаршал — программное обеспечение (ПО), разработанное компанией Малленом Системс для контроля доступа и учета автотранспорта на базе технологии распознавания номеров автомобилей. Надежность распознавания достигает 98 % даже в самых сложных погодных условиях: загрязненные и поврежденные номера, темное время суток, сильные осадки, ослепительный солнечный свет.
ПО Автомаршал устанавливается на компьютер с операционной системой семейства Windows. К компьютеру по сети Ethernet подключается одна или более IP-видеокамер.
Система распознает номера автомобилей за счет анализа видео, поступающего с камер, и сохраняет информацию обо всех проехавших автомобилях в базу данных: дата/время проезда, направление проезда, изображение автомобиля, номер автомобиля, наименование камеры, комментарии и др. Сопоставляя распознанные номера со списками и параметрами доступа, система дает команды внешним устройствам — шлагбаумам, воротам, светофорам.
ПО Автомаршал поддерживает Microsoft SQL Server и PostgreSQL (Автомаршал позднее версии 2.20). В более ранних версиях ПО поддерживает Microsoft SQL Compact.

## Область применения
- контрольно-пропускные пункты предприятий;
- парковки и автостоянки;
- жилые комплексы и коттеджные посёлки;
- автомойки, автозаправки, СТО;
- пункты погрузки/разгрузки продукции;
- логистические и складские комплексы;
- полигоны ТБО;
- спортивные объекты;
- выставочные объекты;
- аэропорты, вокзалы;
- трассы;
- автоматический розыск транспорта и пр.

## Функции
- Автоматическое обнаружение автомобильного номера в поле зрения камеры и его распознавание.
- Одновременное распознавание номеров всех транспортных средств в кадре.
- Регистрация в базе данных автомобилей с номером и без номера.
- Распознавание переднего и заднего номеров составных транспортных средств.
- Сохранение в базе данных информации об автомобиле: номер, изображение, дата, время, направление движения, принадлежность номера к какому-либо из списков доступа, наличие для него пропуска и др.
- Управление внешними устройствами (шлагбаум, автоматические ворота и т. д.).
- Создание неограниченного числа пользовательских списков доступа.
- Создание пропусков для транспорта.
- Поиск в базе данных распознанных номеров по различным критериям.
- Оповещение по SMS, e-mail, Telegram.
- Загрузка статистики и отчетов, отправка их по электронной почте или вывод на печать.
- Создание отчета о работе оператора с программой (регистрация даты, времени включения и выключения программы; изменений баз данных; пароля оператора).
- Загрузка сторонних баз данных.
- Разметка и настройка территорий с выделением определенного числа парковочных мест.
- Тарификация для парковок и др.

## Возможности
- Распознавание одно- и двухстрочных автомобильных номеров, обычных, инверсных, а также специальных видов номеров.
- Дистанционный доступ с любого браузера или мобильного устройства через Web-клиент (распознаваниеномеров.рф).
- Централизованное управление, объединение работы нескольких КПП.
- Разграничение полномочий для работы с программой (администратор, оператор, гость и др.), создание пользовательских ролей.
- Гибкая настройка бизнес-логики.
- Управление LED панелью.
- Возможность интеграции в системы верхнего уровня (системы безопасности, 1С:Предприятие и т. д.).
- Взаимодействие со СКУД, системами видеонаблюдения, комплексными системами безопасности, автоматизированными парковочными системами и ПО для автомоек/СТО, системами весогабаритного контроля, приложениями для жилого сектора.
- Взаимодействие с RFID-считывателями и картами доступа.

## Технологии
Поддерживается работа с большинством устройств видеоввода:
- Аналоговые видеокамеры (посредством платы видеоввода).
- Устройства, поддерживающие технологию DirectShow (цифровые видеокамеры, web-камеры, специализированные платы видеоввода).
- IP-камеры: Axis, Beward, IDIS, Hikvision и др.

Доступна работа с различными СУБД: Microsoft SQL Express, Microsoft SQL Server Postgre SQL, и др.
В Автомаршал используется клиент-серверная технология:
- Использование сетевой СУБД.
- Сервер, отвечает за распознавание автомобильных номеров.
- Клиентские части позволяют просматривать журнал обнаруженных автомобилей, редактировать пользовательские базы данных транспортных средств, просматривать фото и видео с камер, печатать отчеты и пр.
- Количество клиентских компьютеров не ограничено.
- Передача видео по сети между клиентом и сервером.

## Лицензирование
ПО Автомаршал защищено от несанкционированного копирования и распространения ключом электронной защиты Guardant и не может быть использовано без него. Возможно лицензирование с USB-ключом и с программным ключом (программная лицензия).
Лицензией определяются
- Максимальная скорость движения транспортных средств в кадре: до 30 км/ч и до 270 км/ч.
- Количество видеоканалов обработки видео и обзорных камер.
- Количество стран для распознавания.
- Наличие платных модулей, в том числе Web-клиент.
- Количество подключаемых устройств в модулях: Управление устройствами, Управление LED панелью, RFID-считыватели, Считыватели карт, Передний и задний номер, Smart-камера.
- Распознавание одно- и двухстрочных автомобильных номеров, обычных, инверсных, а также специальных видов номеров.

## Модификации
Автомаршал. Gate — специализированная версия ПО Автомаршал, функционал которой ограничивается считыванием номера проезжающего автомобиля и передачей события распознавания во внешнюю систему, где реализуется вся дальнейшая логика.
Автомаршал. SDK — комплект средств разработки для встраивания функционала распознавания автономеров в сторонние системы.
Автомаршал. SDK Service API — сервис для операционной системы Microsoft Windows, предназначенный для интеграции ядра распознавания автомобильных номеров с системами контроля и управления доступом автотранспорта.
Алгоритмы ПО Автомаршал обеспечивают распознавание автомобильных номеров в таких продуктах компании Малленом Системс, как адаптивная смарт-камера VIRIS и аппаратно-программный комплекс для выявления должников по налогам, сборам и другим видам платежей Дорожный пристав.